# Adriano Minelli
Adriano Minelli (Bologna, 9 gennaio 1919 – Bologna, 19 gennaio 1997) è stato un calciatore italiano, di ruolo attaccante.

## Caratteristiche tecniche
Giocò nel ruolo di ala destra.

## Carriera
Dopo gli esordi nel Carpi e con la Saviglianese, in Serie C, nel 1942 fu acquistato dal Bologna. Con i rossoblu esordì in Serie A il 7 marzo 1943 sul campo del Genova 1893, collezionando in seguito un'altra presenza, il 25 aprile successivo contro il Liguria. Rimase in forza al Bologna anche durante la sospensione bellica dei campionati, partecipando (con 5 presenze e 3 reti) al Campionato Alta Italia 1944.
Al termine della guerra, posto in lista di trasferimento, passò al Bari insieme al compagno di squadra Arcangelo Zerbini, per una cifra complessiva di 700.000 lire; con i pugliesi disputò 13 partite (con 4 reti) nel campionato di Divisione Nazionale 1945-1946. Nella stagione successiva, dopo alcuni mesi nel capoluogo pugliese, fece ritorno in Emilia, passando al Piacenza nel gennaio 1947: qui scese in campo 15 volte realizzando 4 reti, utilizzato nel ruolo di ala destra in alternativa a Carlo Di Tullio. Al termine del campionato lasciò la formazione emiliana.